# جبل قرمة
يقع جبل قرمة على بعد 30 كم شرق بلدة الأزرق في حرة راجل، والحرة عبارة عن صخور بازلتية سوداء تكونت منذ زمن بعيد نتيجة لنشاطات بركانية كان مركزها جبل الدروز وحوران، وهذه الصخور البازلتية تمتد من جنوب دمشق مارة بحوران وجبل الدروز إلى شمال شرق الأردن ثم إلى منطقة عنيزة، وتستمر 210كم في الجانب الشرقي من وادي السرحان في المملكة العربية السعودية. وقد لاحظ الجيولوجيون ستة اندفاعات جيولوجية في المنطقة. ومنها الطور الخامس الذي كون جزء كبير من البازلت في شرق الأردن، وتصل سماكته إلى 25 متر أو أكثر، ويرجع إلى الفترة ما بين الميوسين - البلايستوسين.

ويظهر أن هذه الاندفاعات البركانية قد استمرت في العصور التاريخية، ففي جبل الدروز أرّخ أحد هذه الاندفاعات بواسطة كربون 14 إلى حوالي 4000 سنة ق.م، وكان آخر اندفاع بركاني قد حدث في الحجاز شرق المدينة المنورة سنة 654هـ - 1256 م، واستمر اندفاعه بضعة أسابيع، وقد وصل ما سال من حممه إلى مسافة بضعة كيلومترار من المدينة التي كانت نجاتها من الأعاجيب.

وقد وُجدت كتابات في جبل قرمة هي من نوع يسمى الصفوية، نسبة إلى جبال الصفا جنوب شرقي دمشق، علماً بأنه ليس هناك أي كتابة من هذا النوع في تلك المنطقة. اكتشفها لأول مرة سيرل جرهام.